# USS 모니터
모니터호(USS Monitor)는 미국의 군함으로 남북전쟁 당시에 남군의 버지니아호와 대전후로 유명해진 북군의 장갑포함이다.
스웨덴 출신의 공학자 존 에릭슨이 만들었으며, 선체에 12cm의 강철판을 깔고 갑판에는 2.5cm의 강철판을 깔았다. 포탑에 12인치 포 2문이 설치되었고 포탑은 20cm의 강철판으로 둘러싸여 있었다.
남북 전쟁 당시인 1862년 3월 9일에 남군 군함 버지니아호(원래는 메리맥호)와 모니터와 메리맥 해전을 치렀다. 하지만 최초의 모니터호는 항해에 적합하지 않아 2번이나 침몰할 뻔했고 1862년 12월 31일 해터러스 곶 앞바다에서 침몰해 장교 4명과 사병 12명이 사망했다.
남북 전쟁 동안 북군은 모니터호를 개량한 배를 많이 만들었으며, 1890년대에는 각각 2개의 회전식 포탑을 탑재한 모니터함 6척이 만들어졌고 1902년과 1903년에 11인치의 포 2문을 설치한 4척의 모니터 함이 취역했다.
하지만 이 모니터함이 미국 역사의 마지막 모니터함이 되었고 제1차 세계대전 때 잠수함 보급선으로 이용되어 1922년에 해체되었다. 영국 해군도 1915년과 1916년에 15인치 포와 18인치 포를 탑재한 대형 모니터함을 개발했으며, 벨기에 해안, 다르다넬스 해협, 수에즈 운하와 아드리드 해에서 사용했다.
제2차 세계대전 때에는 영국 해군이 15인치 포 2문을 탑재한 모니터함을 만들었고 소련과 루마니아 해군도 선체가 작은 모니터함을 만들어 강에서 사용했다.